# 台ヶ森焼
台ヶ森焼（だいがもりやき）は、宮城県で造られる陶磁器。

## 概要
仙台藩十代目藩主伊達宗広なども利用した湯治場の1つだった台ヶ森周辺から取れる土を使って作られた。台ヶ森の周辺の地質は、付近で第四紀に生じた火山活動の影響で凝灰岩などが分布し、銅や鉄を多く含む傾向にあり、石炭化が進んでいない亜炭が豊富に存在する特徴がある。台ヶ森遺跡などの近隣周辺遺跡から窯跡や縄文時代の土器が多数出土しており、奈良時代初期には、仙台の台ノ原・小田原丘陵から台ヶ森周辺にかけて、政庁府である多賀城に収める瓦や器を焼く国衛窯が点在していたことが文献に残っている。台ヶ森から南東側に位置する宮床地区に江戸時代（天保年間）に焼かれた皿が伝世し、窯跡も発見されている。江戸時代までは、火山灰質の土も利用し、陶器が作られていたことがいまに伝えられている。
1976年、初代窯元 安部勝斎は、昇炎式・横炎式・倒炎式の窯を築き、台ヶ森焼周辺で産出される土を使って作陶を行った。これが台ヶ森焼である。産出される土には、亜炭、鉄、銅など様々な鉱物が含まれ、それにより複雑な色合いが生まれるとされている。
2014年に二代目が「莫迦焼締」を開発。これは7種の窯電気窯・ガス窯・薪窯五種（登り窯・穴窯・昇炎式・倒炎式・トッチ式）を使い、焼成した後に研磨する工程を3回以上繰り返して仕上げる技法である。2018年現在、この技法で作られた陶磁器は無い。